# Bartošovice v Orlických horách
Bartošovice v Orlických horách település Csehországban, Rychnov nad Kněžnou-i járásban. Bartošovice v Orlických horách Orlické Záhoří, Rokytnice v Orlických horách, Říčky v Orlických horách, Klášterec nad Orlicí és Kunvald településekkel határos. Lakosainak száma 229 fő (2024. január 1.).

## Népesség
A település lakosságának változását az alábbi diagram mutatja:
| Lakosok száma | 2696 | 2303 | 1898 | 359  | 249  | 205  | 208  | 199  | 193  | 229  |
|               | 1869 | 1900 | 1921 | 1961 | 1980 | 2011 | 2016 | 2019 | 2021 | 2024 |